# Anticarsia gemmatalis
Anticarsia gemmatalis là một loài bướm đêm trong họ Erebidae.